# Trójai csoport

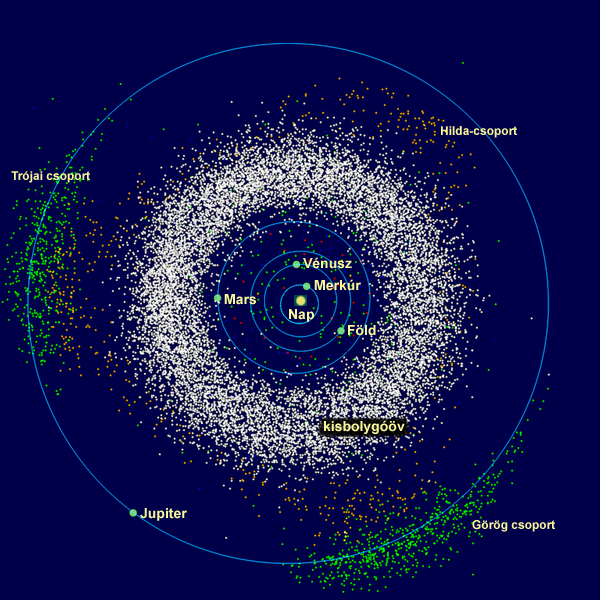
A Naprendszer belső vidéke a bolygópályákkal és a kisbolygókkal. Fehérrel a fő kisbolygóöv, zölddel a Nap-Jupiter rendszer és Lagrange-pontjaiban keringő trójai kisbolygók, pirossal az pontban keringó Hilda-kisbolygók

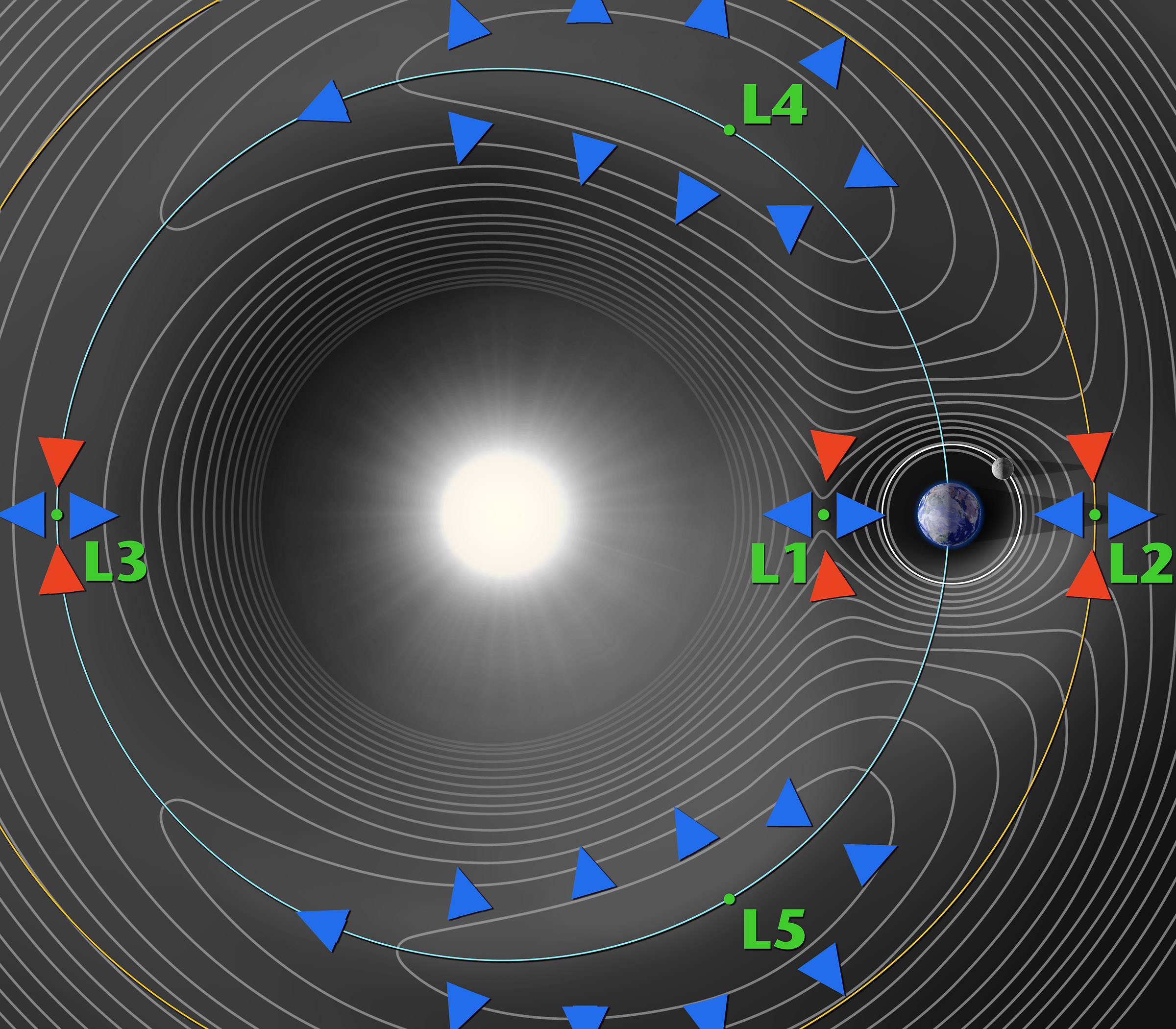
A Nap-Föld rendszer öt Lagrange-pontja. A nyilak a gravitációs helyzeti energia növekvő irányába mutatnak, az, és pontok eszerint instabilak, mert van náluk alacsonyabb energiaszintű pálya, az és pontok stabilak.

Az öt Lagrange-pont a tér azon öt pontja, amelyben egy kis test két, egymás körül keringő nagyobb test együttes gravitációs vonzásának hatására azokhoz képest közelítőleg nyugalomban maradhat.

A trójai csoport pozíciója 2008. december 21-én

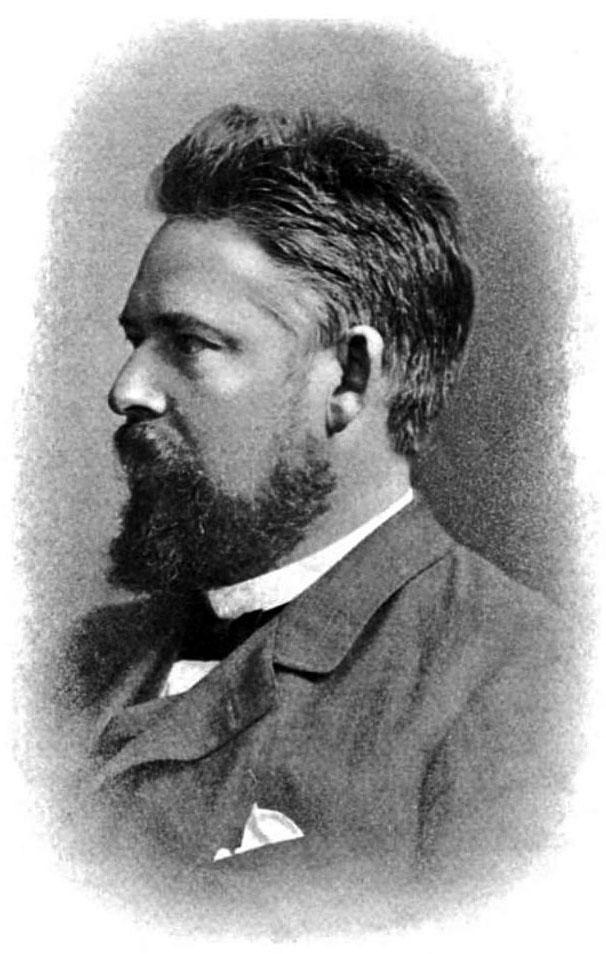
Max Wolf, aki felfedezte a Nap-Jupiter rendszer trójai csoportjának első kisbolygóját

Trójai csoportnak azokat a kisbolygó- (aszteroida-) halmazokat nevezik a Naprendszerben, amelyek a bolygók L4, L5 Lagrange-pontjai (librációs pontjai) környékén csoportosulnak. A Nap-Föld rendszer L4 vagy L5 Lagrange-pontjában keletkezett a feltételezett Theia bolygó, mely később a Földdel ütközve létrehozta a Holdat.
A trójai kisbolygók többségének saját pályaelemei igen stabilak, ezért mozgásuk több millió évig periodikusnak tekinthető. A Jupiter kisbolygói jeges és igen sötét felszínű, egy inaktív üstököshöz hasonló égitestek. Ezek az égitestek a Jupiter pályáján, két csomóban keringenek. A Jupiter előtt kering az L4 Lagrange-pontban összesűrűsödött kisbolygók csoportja, az L5 Lagrange-pontban lévők pedig követik a Jupitert. A kisbolygókat csoportokba sorolták a csillagászok. Ezeknek a csoportoknak a tagjai egyazon keringési pálya mentén mozognak. A trójai kisbolygók a Jupiterrel közel azonos pályán keringenek a Nap körül, a Nap felől nézve 60 fokkal az óriásbolygó előtt és mögött haladva. A trójai elnevezés onnan származik, hogy a Jupiter esetében ezeket a kisbolygókat a Trójánál lezajlott csata hőseiről nevezték el, akiket az Iliasz ókori görög eposzban örökített meg Homérosz. Az 588 Achilles kisbolygót a csoport első tagját Max Wolf német csillagász fedezte fel 1906. február 22-én, amely a trójai hősről Akhilleuszról, Hektór legyőzőjéről kapta a nevét. A trójai kisbolygóknak mára mintegy 2000 objektuma vált ismertté.
Újabban az Uránusz pályáján is találtak egy trójai kisbolygót, a 2011 QF99-et.
A Naprendszerben a legtöbb kisbolygó a Mars és a Jupiter pályája közötti kisbolygóövezetben kering. Elsőként a Ceres törpebolygót fedezték fel 1801-ben. Ma már több tízezer kisbolygó ismert és lajstromozott, de számuk elérheti a több milliót is.

## Két tábor
A Trójai kisbolygók mindig két elkülönült felhőt alkotnak az L4 és L5 Lagrange-pontok körül.

## A Neptunusz trójai csoportjának kisbolygói
| L5 - Trójaiak                                    | L4 - Görögök |
| - 2004 KV18 - 2008 LC18 - 2011 HM102 - 2013 KY18 | - 2001 QR322 - 385571 Otrera - 2005 TN53 - 385695 Clete - 2006 RJ103 - (527604) 2007 VL305 - 2010 TS191 - 2010 TT191 - (530664) 2011 SO277 - (530930) 2011 WG157 - 2012 UV177 - 2012 UD185 - 2013 RL124 - 2013 TZ187 - 2013 VX30 - 2014 QO441 - 2014 QP441 - 2014 RO74 - 2014 SC374 - 2014 UU240 - 2015 RW277 - 2015 VV165 - 2015 VW165 - 2015 VX165 |

## A Mars trójai csoportjának kisbolygói
| L5 - Trójaiak | L4 - Görögök        |
| - 5261 Eureka - (101429) 1998 VF31 - (311999) 2007 NS2 - (385250) 2001 DH47 - 2009 SE - 2011 SC191 - 2011 SL25 - 2011 SP189 - 2011 UB256 - 2011 UN63 - 2016 CP31 - 2018 EC4 - 2018 FC4 | - (121514) 1999 UJ7 |

## A Föld trójai csoportjának kisbolygói
| L5 - Trójaiak | L4 - Görögök |
|               | - 2010 TK7   |

## A Jupiter trójai csoportjának kisbolygói
| L5 - Trójaiak | L4 - Görögök |
| - 617 Patroclus - 884 Priamus - 1172 Äneas - 1173 Anchises - 1208 Troilus - 1867 Deiphobus - 1870 Glaukos - 1871 Astyanax - 1872 Helenos - 1873 Agenor - 2207 Antenor - 2223 Sarpedon - 2241 Alcathous - 2357 Phereclos - 2363 Cebriones - 2594 Acamas - 2674 Pandarus - 2893 Peiroos - 2895 Memnon - 3240 Laocoon - 3317 Paris - 3451 Mentor - 3708 Socus - 4348 Poulydamas - 4707 Khryses - 4708 Polydoros - 4709 Ennomos - 4715 Medesicaste - 4722 Agelaos - 4754 Panthoos - 4791 Iphidamas - 4792 Lykaon - 4805 Asteropaios - 4827 Dares - 4828 Misenus - 4829 Sergestus - 4832 Palinurus - 4867 Polites - 5119 Imbrius - 5120 Bitias - 5130 Ilioneus - 5144 Achates - 5233 Nastes - 5257 Laogonus - 5476 Mulius - 5511 Cloanthus - 5637 Gyas - 5638 Deikoon - 5648 Axius - 5907 Rhigmus - 6002 Eetion - 6443 Harpalion - 6997 Laomedon - 6998 Tithonus - 7352 Hypsenor - 7815 Dolon - 9023 Mnesthus - 9030 Othryoneus - 9142 Rhesus - 9430 Erichthonios - (11089) 1994 CS8 - (11273) 1988 RN11 - (11275) 1988 S - (11487) 1988 RG10 - (11488) 1988 RM11 - 11509 Thersilochos - 11552 Boucolion - 11554 Asios - (11663) 1997 GO24 - (11869) 1989 TS2 - 11887 Echemmon - 12052 Aretaon - (12126) 1999 RM11 - 12242 Koon - 12444 Prothoon - 12649 Ascanios - 12929 Periboea - (13402) 1999 RV165 - 15502 Hypeirochus - 15977 Pyraechmes - 16070 Charops - (16428) 1988 RD12 - 16560 Daitor - (16667) 1993 XM1 - (16956) 1998 MQ11 - (17171) 1999 NB38 - (17172) 1999 NZ41 - 17314 Aisakos - 17365 Thymbraeus - (17414) 1988 RN10 - (17415) 1988 RO10 - (17416) 1988 RR10 - (17417) 1988 RY10 - (17418) 1988 RT12 - (17419) 1988 RH13 - (17420) 1988 RL13 - (17421) 1988 SW1 - (17423) 1988 SK2 - (17424) 1988 SP2 - (17442) 1989 UO5 - 17492 Hippasos - (18037) 1999 NA38 - (18046) 1999 RN116 - (18054) 1999 SW7 - (18137) 2000 OU30 - 18228 Hyperenor - 18268 Dardanos - 18278 Drymas - 18281 Tros - 18282 Ilos - 18493 Demoleon - (18940) 2000 QV49 - (18971) 2000 QY177 - (19018) 2000 RL100 - (19020) 2000 SC6 - (19844) 2000 ST317 - (22180) 2000 YZ - (22808) 1999 RU12 - (23463) 1989 TX11 - 23549 Epicles - (23694) 1997 KZ3 - (23987) 1999 NB63 - (24018) 1999 RU134 - (24022) 1999 RA144 - (24444) 2000 OP32 - (24446) 2000 PR25 - (24448) 2000 QE42 - (24449) 2000 QL63 - (24451) 2000 QS104 - (24452) 2000 QU167 - (24453) 2000 QG173 - (24454) 2000 QF198 - (24456) 2000 RO25 - (24458) 2000 RP100 - (24459) 2000 RF103 - (24467) 2000 SS165 - (24470) 2000 SJ310 - (24471) 2000 SH313 - (24472) 2000 SY317 - (25344) 1999 RN72 - (25347) 1999 RQ116 - (25883) 2000 RD88 - 29196 Dius - 29314 Eurydamas - (29603) 1998 MO44 - (29976) 1999 NE9 - (29977) 1999 NH11 - (30498) 2000 QK100 - (30499) 2000 QE169 - (30504) 2000 RS80 - (30505) 2000 RW82 - (30506) 2000 RO85 - (30508) 2000 SZ130 - 30698 Hippokoon - 30704 Phegeus - 30705 Idaios - 30708 Echepolos - (30791) 1988 RY11 - (30792) 1988 RP12 - (30793) 1988 SJ3 - (30806) 1989 UP5 - (30807) 1989 UQ5 - 30942 Helicaon - 31037 Mydon - (31342) 1998 MU31 - 31344 Agathon - (31806) 1999 NE11 - (31814) 1999 RW70 - (31819) 1999 RS150 - (31820) 1999 RT186 - (31821) 1999 RK225 - (32339) 2000 QA88 - (32356) 2000 QM124 - (32370) 2000 QY151 - (32396) 2000 QY213 - (32397) 2000 QL214 - (32420) 2000 RS40 - (32430) 2000 RQ83 - (32434) 2000 RW96 - (32435) 2000 RZ96 - (32437) 2000 RR97 - (32440) 2000 RC100 - (32451) 2000 SP25 - (32461) 2000 SP93 - (32464) 2000 SB132 - (32467) 2000 SL174 - (32471) 2000 SK205 - (32475) 2000 SD234 - (32478) 2000 SV289 - (32480) 2000 SG348 - (32482) 2000 ST354 - (32496) 2000 WX182 - (32499) 2000 YS11 - (32501) 2000 YV135 - (32513) 2001 OL31 - (32615) 2001 QU277 - 32720 Simoeisios - 32726 Chromios - (32794) 1989 UE5 - 32811 Apisaon - (34298) 2000 QH159 - (34521) 2000 SA191 - (34553) 2000 SV246 - (34642) 2000 WN2 - 34746 Thoon - (34785) 2001 RG87 - (34835) 2001 SZ249 - (36425) 2000 PM5 - (36624) 2000 QA157 - (36922) 2000 SN209 - 37519 Amphios - (37572) 1989 UC5 - (38257) 1999 RC13 - (39474) 1978 VC7 - (42277) 2001 SQ51 - (45822) 2000 QQ116 - (47955) 2000 QZ73 - (47956) 2000 QS103 - (47957) 2000 QN116 - (47959) 2000 QP168 - (47962) 2000 RU69 - (47963) 2000 SO56 - (47964) 2000 SG131 - (47967) 2000 SL298 - (47969) 2000 TG64 - (48249) 2001 SY345 - (48252) 2001 TL212 - (48254) 2001 UE83 - 48373 Gorgythion - (48438) 1989 WJ2 - (48604) 1995 CV - (48764) 1997 JJ10 - 48767 Skamander - (51339) 2000 OA61 - (51340) 2000 QJ12 - (51344) 2000 QA127 - (51345) 2000 QH137 - (51346) 2000 QX158 - (51347) 2000 QZ165 - (51348) 2000 QR169 - (51350) 2000 QU176 - (51351) 2000 QO218 - (51354) 2000 RX25 - (51357) 2000 RM88 - (51359) 2000 SC17 - (51360) 2000 SZ25 - (51362) 2000 SY247 - (51364) 2000 SU333 - (51365) 2000 TA42 - (51910) 2001 QQ60 - (51935) 2001 QK134 - (51958) 2001 QJ256 - (51962) 2001 QH267 - (51969) 2001 QZ292 - (51984) 2001 SS115 - (51994) 2001 TJ58 - (52273) 1988 RQ10 - (52275) 1988 RS12 - (52278) 1988 SG3 - (52511) 1996 GH12 - (52567) 1997 HN2 - 52767 Ophelestes - (53418) 1999 PY3 - (53419) 1999 PJ4 - (54581) 2000 QW170 - (54582) 2000 QU179 - (54596) 2000 QD225 - (54614) 2000 RL84 - (54625) 2000 SC49 - (54626) 2000 SJ49 - (54632) 2000 SD130 - (54634) 2000 SA132 - (54638) 2000 SC144 - (54643) 2000 SP283 - (54645) 2000 SR284 - (54646) 2000 SS291 - (54649) 2000 SE310 - (54652) 2000 SZ344 - (54653) 2000 SB350 - (54655) 2000 SQ362 - (54656) 2000 SX362 - (54672) 2000 WO180 - (55060) 2001 QM73 - (55267) 2001 RP132 - (55419) 2001 TF19 - (55441) 2001 TS87 - (55457) 2001 TH133 - (55460) 2001 TW148 - (55474) 2001 TY229 - (55496) 2001 UC73 - 55676 Klythios - 55678 Lampos - 55701 Ukalegon - 55702 Thymoitos - (56951) 2000 SK2 - (56962) 2000 SW65 - (56968) 2000 SA92 - (56976) 2000 SS161 - (57013) 2000 TD39 - (57626) 2001 TE165 - (57644) 2001 TV201 - (57714) 2001 UY124 - (58008) 2002 TW240 - 58084 Hiketaon - (58153) 1988 RH11 - 58931 Palmys - (61610) 2000 QK95 - (61896) 2000 QG227 - (62114) 2000 RV99 - (62201) 2000 SW54 - (62426) 2000 SX186 - (62692) 2000 TE24 - (62714) 2000 TB43 - (63923) 2001 SV41 - (63955) 2001 SP65 - (64030) 2001 SQ168 - (64270) 2001 TA197 - (64326) 2001 UX46 - 65590 Archeptolemos - (67548) 2000 SL47 - (68444) 2001 RH142 - (68519) 2001 VW15 - (69437) 1996 KW2 - (73641) 1977 UK3 - (73677) 1988 SA3 - (73795) 1995 FH8 - (76804) 2000 QE - (76809) 2000 QQ46 - (76812) 2000 QQ84 - (76819) 2000 RQ91 - (76820) 2000 RW105 - (76824) 2000 SA89 - (76826) 2000 SW131 - (76830) 2000 SA182 - (76834) 2000 SA244 - (76835) 2000 SH255 - (76836) 2000 SB310 - (76837) 2000 SL316 - (76838) 2000 ST347 - (76840) 2000 TU3 - (76857) 2000 WE132 - (76867) 2000 YM5 - (77860) 2001 RQ133 - (77891) 2001 SM232 - (77894) 2001 SY263 - (77897) 2001 TE64 - (77902) 2001 TY141 - (77906) 2001 TU162 - (77914) 2001 UE188 - (77916) 2001 WL87 - (80119) 1999 RY138 - (82055) 2000 TY40 - (84709) 2002 VW120 - (88775) 2001 SY76 - (90380) 2003 WX68 - (96295) 1996 JF7 - (96337) 1997 LG2 - (97893) 2000 QV65 - (97973) 2000 QB165 - (98037) 2000 RE20 - (98116) 2000 RA103 - (98139) 2000 SG53 - (98143) 2000 SS60 - (98153) 2000 SY68 - (98361) 2000 SG361 - (98362) 2000 SA363 - (99306) 2001 SC101 - (99308) 2001 SD233 - (99309) 2001 SH264 - (99311) 2001 SQ282 - (99323) 2001 TE205 - (99327) 2001 UP32 - (99328) 2001 UY123 - (99334) 2001 VC92 - (99368) 2001 XE221 - (99943) 2005 AS2 | - 588 Achilles - 624 Hektor - 659 Nestor - 911 Agamemnon - 1143 Odysseus - 1404 Ajax - 1437 Diomedes - 1583 Antilochus - 1647 Menelaus - 1749 Telamon - 1868 Thersites - 1869 Philoctetes - 2146 Stentor - 2148 Epeios - 2260 Neoptolemus - 2456 Palamedes - 2759 Idomeneus - 2797 Teucer - 2920 Automedon - 3063 Makhaon - 3391 Sinon - 3540 Protesilaos - 3548 Eurybates - 3564 Talthybius - 3596 Meriones - 3709 Polypoites - 3793 Leonteus - 3794 Sthenelos - 3801 Thrasymedes - 4007 Euryalos - 4035 Thestor - 4057 Demophon - 4060 Deipylos - 4063 Euforbo - 4068 Menestheus - 4086 Podalirius - 4138 Kalchas - 4489 Dracius - 4501 Eurypylos - 4543 Phoinix - 4833 Meges - 4834 Thoas - 4835 Asaeus - 4836 Medon - 4902 Thessandrus - 4946 Askalaphus - 5012 Eurymedon - 5023 Agapenor - 5025 Mecisteus - 5027 Androgeos - 5028 Halaesus - 5041 Theotes - 5123 Cynus - 5126 Achaemenides - 5209 Oloosson - 5244 Amphilochos - 5254 Ulysses - 5258 Rhoeo - 5259 Epeigeus - 5264 Telephus - 5283 Pyrrhus - 5284 Orsilocus - 5285 Krethon - 5436 Eumelos - 5652 Amphimachus - 6090 Aulis - 6545 Leitus - 7119 Hiera - 7152 Euneus - 7214 Anticlus - 7543 Prylis - 7641 Cteatus - 8060 Anius - 8125 Tyndareus - 8241 Agrius - 8317 Eurysaces - 9431 Pytho - 9590 Hyria - 9694 Lycomedes - 9712 Nauplius - 9713 Oceax - 9790 Deipyrus - 9799 Thronium - 9807 Rhene - 9817 Thersander - 9818 Eurymachos - 9828 Antimachos - 9857 Hecamede - 9907 Oileus - 10247 Amphiaraos - 10664 Phemios - 10989 Dolios - 11251 Icarion - 11252 Laërtes - (11351) 1997 TS25 - (11395) 1998 XN77 - (11396) 1998 XZ77 - (11397) 1998 XX93 - 11428 Alcinoös - 11429 Demodokus - 11668 Balios - (12054) 1997 TT9 - 12238 Actor - 12658 Peiraios - 12714 Alkimos - (12916) 1998 TL15 - (12917) 1998 TG16 - (12921) 1998 WZ5 - 12972 Eumaios - 12973 Melanthios - 12974 Halitherses - (13060) 1991 EJ - 13062 Podarkes - 13181 Peneleos - (13182) 1996 SO8 - (13183) 1996 TW - 13184 Augeias - 13185 Agasthenes - 13229 Echion - (13230) 1997 VG1 - (13323) 1998 SQ - (13331) 1998 SU52 - (13353) 1998 TU12 - (13362) 1998 UQ16 - (13366) 1998 US24 - (13372) 1998 VU6 - (13379) 1998 WX9 - (13383) 1998 XS31 - (13385) 1998 XO79 - 13387 Irus - 13463 Antiphos - 13475 Orestes - (13650) 1996 TN49 - (13694) 1997 WW7 - (13780) 1998 UZ8 - (13782) 1998 UM18 - (13790) 1998 UF31 - (13862) 1999 XT160 - (14235) 1999 XA187 - (14268) 2000 AK156 - (14518) 1996 RZ30 - (14690) 2000 AR25 - (14707) 2000 CC20 - 14791 Atreus - 14792 Thyestes - (15033) 1998 VY29 - (15094) 1999 WB2 - (15398) 1997 UZ23 - 15436 Dexius - (15440) 1998 WX4 - (15442) 1998 WN11 - (15521) 1999 XH133 - (15527) 1999 YY2 - (15529) 2000 AA80 - (15535) 2000 AT177 - (15536) 2000 AG191 - (15539) 2000 CN3 - 15651 Tlepolemos - 15663 Periphas - 15913 Telemachus - (16099) 1999 VQ24 - (16152) 1999 YN12 - 16974 Iphthime - 17351 Pheidippos - (17874) 1998 YM3 - (18058) 1999 XY129 - (18060) 1999 XJ156 - (18062) 1999 XY187 - (18063) 1999 XW211 - (18071) 2000 BA27 - 18263 Anchialos - (19725) 1999 WT4 - 19913 Aigyptios - (20144) 1996 RA33 - (20424) 1998 VF30 - (20428) 1998 WG20 - (20716) 1999 XG91 - (20720) 1999 XP101 - (20729) 1999 XS143 - (20738) 1999 XG191 - (20739) 1999 XM193 - 20947 Polyneikes - 20952 Tydeus - 20961 Arkesilaos - (20995) 1985 VY - (21271) 1996 RF33 - (21284) 1996 TC51 - (21370) 1997 TB28 - (21371) 1997 TD28 - (21372) 1997 TM28 - (21593) 1998 VL27 - (21595) 1998 WJ5 - (21599) 1998 WA15 - (21601) 1998 XO89 - 21602 Ialmenus - (21900) 1999 VQ10 - (22008) 1999 XM71 - (22009) 1999 XK77 - (22010) 1999 XM78 - (22012) 1999 XO82 - (22014) 1999 XQ96 - (22035) 1999 XR170 - (22041) 1999 XK192 - (22042) 1999 XP194 - (22049) 1999 XW257 - (22052) 2000 AQ14 - (22054) 2000 AP21 - (22055) 2000 AS25 - (22056) 2000 AU31 - (22059) 2000 AD75 - (22149) 2000 WD49 - 22199 Klonios - 22203 Prothoenor - 22222 Hodios - 22227 Polyxenos - (22404) 1995 ME4 - 22503 Thalpius - (23075) 1999 XV83 - (23114) 2000 AL16 - (23118) 2000 AU27 - (23119) 2000 AP33 - (23123) 2000 AU57 - (23126) 2000 AK95 - (23135) 2000 AN146 - (23144) 2000 AY182 - (23152) 2000 CS8 - (23269) 2000 YH62 - (23285) 2000 YH119 - 23355 Elephenor - 23382 Epistrophos - 23383 Schedios - (23480) 1991 EL - (23622) 1996 RW29 - (23624) 1996 UX3 - (23706) 1997 SY32 - (23709) 1997 TA28 - (23710) 1997 UJ - (23939) 1998 TV33 - (23947) 1998 UH16 - (23958) 1998 VD30 - (23963) 1998 WY8 - (23968) 1998 XA13 - (23970) 1998 YP6 - (24212) 1999 XW59 - (24225) 1999 XV80 - (24233) 1999 XD94 - (24244) 1999 XY101 - (24275) 1999 XW167 - (24279) 1999 XR171 - (24312) 1999 YO22 - (24313) 1999 YR27 - (24340) 2000 AP84 - (24341) 2000 AJ87 - (24357) 2000 AC115 - (24380) 2000 AA160 - (24390) 2000 AD177 - (24403) 2000 AX193 - (24420) 2000 BU22 - (24426) 2000 CR12 - (24479) 2000 WU157 - (24485) 2000 YL102 - (24486) 2000 YR102 - (24498) 2001 AC25 - (24501) 2001 AN37 - (24505) 2001 BZ - (24506) 2001 BS15 - (24508) 2001 BL26 - (24519) 2001 CH - (24528) 2001 CP11 - (24530) 2001 CP18 - (24531) 2001 CE21 - (24534) 2001 CX27 - (24536) 2001 CN33 - (24537) 2001 CB35 - (24539) 2001 DP5 - 24587 Kapaneus - 24603 Mekistheus - (24882) 1996 RK30 - (25895) 2000 XN9 - (25910) 2001 BM50 - (25911) 2001 BC76 - (25937) 2001 DY92 - (25938) 2001 DC102 - 26057 Ankaios - (26486) 2000 AQ231 - (26510) 2000 CZ34 - (26601) 2000 FD1 - (26705) 2001 FL145 - 26763 Peirithoos - (28958) 2001 CQ42 - (28960) 2001 DZ81 - (30020) 2000 DZ5 - (30102) 2000 FC1 - (30510) 2001 DM44 - (31835) 2000 BK16 - (32498) 2000 XX37 - (33822) 2000 AA231 - (34684) 2001 CJ28 - 34993 Euaimon - (35272) 1996 RH10 - (35276) 1996 RS25 - (35277) 1996 RV27 - (35363) 1997 TV28 - (35672) 1998 UZ14 - (35673) 1998 VQ15 - (36259) 1999 XM74 - (36265) 1999 XV156 - (36267) 1999 XB211 - (36268) 1999 XT213 - (36269) 1999 XB214 - (36270) 1999 XS248 - (36271) 2000 AV19 - (36279) 2000 BQ5 - (37281) 2000 YA61 - (37297) 2001 BQ77 - (37298) 2001 BU80 - (37299) 2001 CN21 - (37300) 2001 CW32 - (37301) 2001 CA39 - (37685) 1995 OU2 - (37710) 1996 RD12 - (37714) 1996 RK29 - (37715) 1996 RN31 - (37716) 1996 RP32 - (37732) 1996 TY68 - (37789) 1997 UL16 - (37790) 1997 UX26 - (38050) 1998 VR38 - (38051) 1998 XJ5 - (38052) 1998 XA7 - (38574) 1999 WS4 - (38585) 1999 XD67 - (38592) 1999 XH162 - (38594) 1999 XF193 - (38596) 1999 XP199 - (38597) 1999 XU200 - (38598) 1999 XQ208 - (38599) 1999 XC210 - (38600) 1999 XR213 - (38606) 1999 YC13 - (38607) 2000 AN6 - (38609) 2000 AB26 - (38610) 2000 AU45 - (38611) 2000 AS74 - (38614) 2000 AA113 - (38615) 2000 AV121 - (38617) 2000 AY161 - (38619) 2000 AW183 - (38621) 2000 AG201 - (39229) 2000 YJ30 - (39264) 2000 YQ139 - (39270) 2001 AH11 - (39275) 2001 AV37 - (39278) 2001 BK9 - (39280) 2001 BE24 - (39284) 2001 BB62 - (39285) 2001 BP75 - (39286) 2001 CX6 - (39287) 2001 CD14 - (39288) 2001 CD21 - (39289) 2001 CT28 - (39292) 2001 DS4 - (39293) 2001 DQ10 - (39362) 2002 BU1 - (39369) 2002 CE13 - 39463 Phyleus - (39691) 1996 RR31 - (39692) 1996 RB32 - (39693) 1996 ST1 - (39793) 1997 SZ23 - (39794) 1997 SU24 - (39795) 1997 SF28 - (39797) 1997 TK18 - (39798) 1997 TW28 - (39803) 1997 UY15 - (40237) 1998 VM6 - (40262) 1999 CF156 - (41268) 1999 XO64 - (41340) 1999 YO14 - (41342) 1999 YC23 - (41350) 2000 AJ25 - (41353) 2000 AB33 - (41355) 2000 AF36 - (41359) 2000 AG55 - (41379) 2000 AS105 - (41417) 2000 AL233 - (41426) 2000 CJ140 - (41427) 2000 DY4 - (42036) 2000 YP96 - (42114) 2001 BH4 - (42146) 2001 BN42 - (42168) 2001 CT13 - (42176) 2001 CK22 - (42179) 2001 CP25 - (42182) 2001 CP29 - (42187) 2001 CS32 - (42200) 2001 DJ26 - (42201) 2001 DH29 - (42230) 2001 DE108 - (42367) 2002 CQ134 - 42403 Andraimon - (42554) 1996 RJ28 - (42555) 1996 RU31 - (43212) 2000 AL113 - (43436) 2000 YD42 - (43627) 2002 CL224 - 43706 Iphiklos - (46676) 1996 RF29 - (48269) 2002 AX166 - (51378) 2001 AT33 - (51405) 2001 DL106 - (52645) 1997 XR13 - (53436) 1999 VB154 - (53449) 1999 XG132 - (53469) 2000 AX8 - (53477) 2000 AA54 - (54678) 2000 YW47 - (54680) 2001 AS9 - (54689) 2001 DH101 - (55563) 2002 AW34 - (55568) 2002 CU15 - (55571) 2002 CP82 - (55574) 2002 CF245 - (55578) 2002 GK105 - (56355) 2000 AX130 - (57041) 2001 EN12 - (57904) 2002 ER25 - (57910) 2002 ED61 - (57915) 2002 EB110 - (57920) 2002 EL153 - 58096 Oineus - (58366) 1995 OD8 - (58473) 1996 RN7 - (58475) 1996 RE11 - (58478) 1996 RC29 - (58479) 1996 RJ29 - (58480) 1996 RJ33 - (59049) 1998 TC31 - (59355) 1999 CL153 - (60257) 1999 WB25 - (60313) 1999 XW218 - (60322) 1999 XB257 - (60328) 2000 AH7 - (60383) 2000 AR184 - (60388) 2000 AY217 - (60399) 2000 AY253 - (60401) 2000 BQ21 - (60421) 2000 CZ31 - (63175) 2000 YS55 - (63176) 2000 YN59 - (63193) 2000 YY118 - (63195) 2000 YN120 - (63202) 2000 YR131 - (63205) 2000 YG139 - (63210) 2001 AH13 - (63231) 2001 BA15 - (63234) 2001 BB20 - (63239) 2001 BD25 - (63241) 2001 BJ26 - (63257) 2001 BJ79 - (63259) 2001 BS81 - (63265) 2001 CP12 - (63269) 2001 CE24 - (63272) 2001 CC49 - (63273) 2001 DH4 - (63278) 2001 DJ29 - (63279) 2001 DW34 - (63284) 2001 DM46 - (63286) 2001 DZ68 - (63287) 2001 DT79 - (63290) 2001 DS87 - (63291) 2001 DU87 - (63292) 2001 DQ89 - (63294) 2001 DQ90 - (65000) 2002 AV63 - (65097) 2002 CC4 - (65109) 2002 CV36 - (65111) 2002 CG40 - (65134) 2002 CH96 - (65150) 2002 CA126 - (65174) 2002 CW207 - (65179) 2002 CN224 - (65194) 2002 CV264 - (65205) 2002 DW12 - (65206) 2002 DB13 - (65209) 2002 DB17 - (65210) 2002 EG - (65211) 2002 EK1 - (65216) 2002 EZ13 - (65217) 2002 EY16 - (65223) 2002 EU34 - (65224) 2002 EJ44 - (65225) 2002 EK44 - (65227) 2002 ES46 - (65228) 2002 EH58 - (65229) 2002 EE61 - (65232) 2002 EO87 - (65240) 2002 EU106 - (65243) 2002 EP118 - (65245) 2002 EH130 - (65250) 2002 FT14 - (65257) 2002 FU36 - (65281) 2002 GM121 - 65583 Theoklymenos - (65811) 1996 RW30 - (67065) 1999 XW261 - (68112) 2000 YC143 - (68725) 2002 ED3 - (68766) 2002 EN102 - (68788) 2002 FU13 - 73637 Guneus - (79444) 1997 UM26 - (80251) 1999 WW11 - (80302) 1999 XC64 - (80638) 2000 AM217 - (83975) 2002 AD184 - (83977) 2002 CE89 - (83978) 2002 CC202 - (83979) 2002 EW5 - (83980) 2002 EP9 - (83981) 2002 EJ22 - (83983) 2002 GE39 - (83984) 2002 GL77 - 85030 Admetos - 99950 Euchenor |